# Susan Harrison
Susan Harrison nació el 26 de agosto de 1938 en Florida, Estados Unidos. Fue una actriz, conocida por La mentira maldita (1957), Testigo clave (1960) y La dimensión desconocida (1959). Estuvo casada con Cassius Marcus Conger y Joël Colin. Murió el 5 de marzo de 2019 en Los Ángeles, California, EE.UU..
Nacimiento26 de agosto de 1938
Defunción5 de marzo de 2019(80)